# Dimorphanthera papillata
Dimorphanthera papillata är en ljungväxtart som beskrevs av George Thomas Stevens och P. van Royen. Dimorphanthera papillata ingår i släktet Dimorphanthera och familjen ljungväxter. Inga underarter finns listade i Catalogue of Life.